# امیل دلشامبر
امیل دلشامبر (انگلیسی: Émile Delchambre; ۳ دسامبر ۱۸۷۵ – ۸ سپتامبر ۱۹۵۸) قایقران روئینگ اهل فرانسه بود.